# اوزی اون
اوزی اون (عبری: עוזי אבן‎؛ زادهٔ ۱۸ اکتبر ۱۹۴۰) شیمی‌دان، فیزیک‌دان، سیاست‌مدار، آموزشگر، استاد دانشگاه، و فعال حقوق بشر اهل اسرائیل است. وی استاد تمام
شیمی‌فیزیک در دانشگاه تل‌آویو است. وی بیشتر به خاطر اینکه اولین شخص علناً همجنس‌گرا که به انتخاب مجلس اسرائیل (کنست) درآمد معروف است.